# Eivets Rednow
Eivets Rednow is een instrumentaal album van Stevie Wonder. Het werd uitgebracht op 20 november 1968. De titel van het album is de naam "Stevie Wonder" achterstevoren. Op de albumhoes stond een hint geprint: "How do you spell Stevie Wonder backwards".
Wonder was van plan om samen met jazzgitarist Wes Montgomery een album op te nemen en had enkele liedjes voor hem geschreven, maar Montgomery stierf reeds vóór de opnamen van deze liedjes aan een hartaanval.

## Composities
| Nr. | Titel                                   | Schrijver(s)                                          | Duur |
| --- | --------------------------------------- | ----------------------------------------------------- | ---- |
| 1.  | Alfie                                   | Burt Bacharach, Hal David                             | 3:14 |
| 2.  | More than a Dream                       | Stevie Wonder, Henry Cosby                            | 3:48 |
| 3.  | A House Is Not a Home                   | Bacharach, David                                      | 3:32 |
| 4.  | How Can You Believe                     | Wonder                                                | 3:10 |
| 5.  | Medley: "Never My Love"/"Ask the Lonely | Don en Dick Addrisi, William Stevenson, Ivy Jo Hunter | 2:30 |

| 1.                 | Ruby                 | Mitchell Parish, Heinz Roemheld | 6:48 |
| 2.                 | Which Way the Wind   | Wonder                          | 2:47 |
| 3.                 | Bye Bye World        | Wonder                          | 3:21 |
| 4.                 | Grazin' in the Grass | Harry Elston, Philemon Hou      | 2:57 |
| Totale duur: 32:01 |                      |                                 |      |

## Bezetting
- Stevie Wonder – mondharmonica, piano, clavinet
- Benny Benjamin – drums
- James Jamerson – basgitaar